# Шилівці
Ши́лівці — село в Україні, у Клішковецькій громаді Дністровського району Чернівецької області.
Село славиться садівництвом та землеробством. Тут росте дуб, якому більше п'ятисот років. Із землі б'є багате мінералами джерело, воду якого розливають у пляшки і продають під маркою «Шилівчанка».

## Географія
Село розташоване у підніжжі Хотинської височини на невеличкій річці Рингач, що бере свій початок у шилівському лісі. Рельєф села досить горбистий, з суттєвим підвищенням на заході, де починається Хотинська височина. Середня висота над рівнем моря с становить 377 метрів. Шилівці пронизані великою кількістю струмків та невеликою річкою — Рингач, яка протікаючи через центр села, ділить його на дві частини, також на території села є багато ставків і одне досить велике озеро. Через село проходить асфальтована дорога Т 2603 Чернівці — Хотин.

## Назва
Походження назви села має свою цікаву історію. Колись тут жив чоловік, який шив одяг. Тож коли хтось до нього йшов, то казав: йду до Шила. Згодом це місце почали назвати Шилівці.

## Історія
Про те, що село має справді давню історію, свідчать цікаві знахідки: кам'яні сокири, ножі, дерев'яні знаряддя праці із залізними наконечниками. Славилися шилівчани як майстри гончарської справи, вони виробляли посуд та прикрашали його орнаментом. Розкопки підтверджують те, що тут в IV—V ст. проживали слов'янські племена. З Х ст. село належало до Київської Русі, згодом до Галицького князівства. Подейкують, що у Шилівці проїжджав сам Данило Галицький. Потім тут панувало Молдовське князівство.
Перша документальна згадка про село Шилівці датується 1652 роком.
За даними на 1859 рік у власницькому селі Хотинського повіту Бессарабської губернії, мешкало 1732 особи (844 чоловічої статі та 892 — жіночої), налічувалось 287 дворових господарств, існувала православна церква.
Станом на 1886 рік у селі, мешкало 2248 особи, налічувалось 432 двори, існували православна церква, школа, 9 лавок.
Під час Першої та Другої світових війн тут проходила лінія фронту і бойові дії. На території села, особливо багато в шилівському лісі, збереглися окопи та ями з тих часів. Місцеві жителі часто знаходять тут гільзи від автоматів, старі воєнні ножі, медальйони та каски солдат, іноді самі залишки солдат. Було знайдено і знешкоджено тут снаряд з воєнних часів. Саперів для цього викликали з Києва.
З 24 серпня 1991 року село входить до складу незалежної України.
12 серпня 2015 року шляхом об'єднання сільських рад, село Шилівці увійшло до складу Клішковецької сільської громади. Об'єднання в громаду має створити умови для формування ефективної і відповідальної місцевої влади, яка зможе забезпечити комфортне та безпечне середовище для проживання людей.

### Сучасність
В селі існує православна церква, а також Церква християн адвентистів сьомого дня, двоповерхова школа 1-3 ступенів, млин, пекарня, є приватні підприємства. Село має власний кар'єр, де видобувається пісок, камінь, глина та суглинок.

## Населення

### Мова
Розподіл населення за рідною мовою за даними перепису 2001 року:
| Мова       | Кількість | Відсоток |
| ---------- | --------- | -------- |
| українська | 3007      | 99,31 %  |
| російська  | 15        | 0,49 %   |
| румунська  | 5         | 0,17 %   |
| гагаузька  | 1         | 0,03 %   |
| Усього     | 3028      | 100 %    |

## Постаті
- Боднар Борис Миколайович — український медик, доктор медичних наук, Заслужений лікар України. Почесний громадянин Хотинського району. Народився 11 березня 1947 р. у с. Шилівці Хотинського району. У 1964 році вступив до Вашківецького медичного училища. Після завершення навчання служив у Радянській армії, виконував інтернаціональний обов'язок за кордоном, був учасником бойових дій. У 1975 р. закінчив Чернівецький медичний інститут. У 1983 р. захистив кандидатську, у 1998 р. — докторську дисертації. З 2000 р. завідував кафедрою дитячої хірургії Буковинської державної медичної академії. Автор 7 монографій, 28 винаходів, 32 раціоналізаторських пропозицій. Під його керівництвом виконано 7 кандидатських дисертацій. (Юхим Гусар).
- Боровкова Олександра Степанівна — заслужена артистка України, дикторка телебачення та ведуча телевізійного ефіру Буковини.
- Зборлюкова Алла Іванівна — артистка, журналістка, звукорежисер. Народилася 01.02.1949 р. у с. Шилівці. Закінчила Чернівецьке культосвітнє училище (1969). Працювала солісткою в Чернівецькій обласній філармонії. Із ВІА «Смерічка» брала участь у багатьох фестивалях: «Московські зорі», «Київська весна». Працювала в обласній універсальній науковій бібліотеці, Чернівецькій держтелерадіокомпанії. Померла 02.08.2004 р., м. Чернівці. (Юхим Гусар).

## Світлини

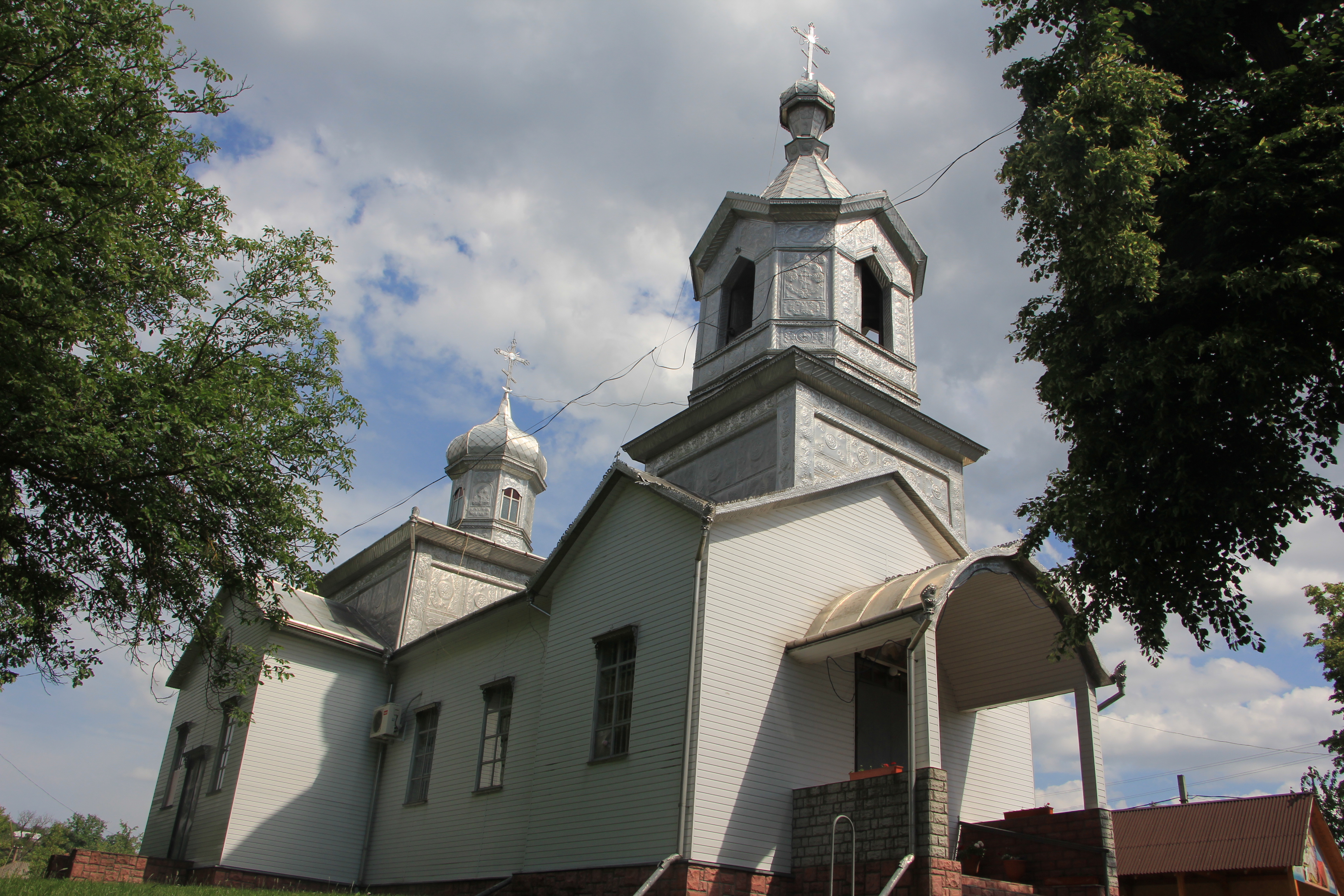
Церква Різдва Пр. Богородиці 1901 с. Шилівці
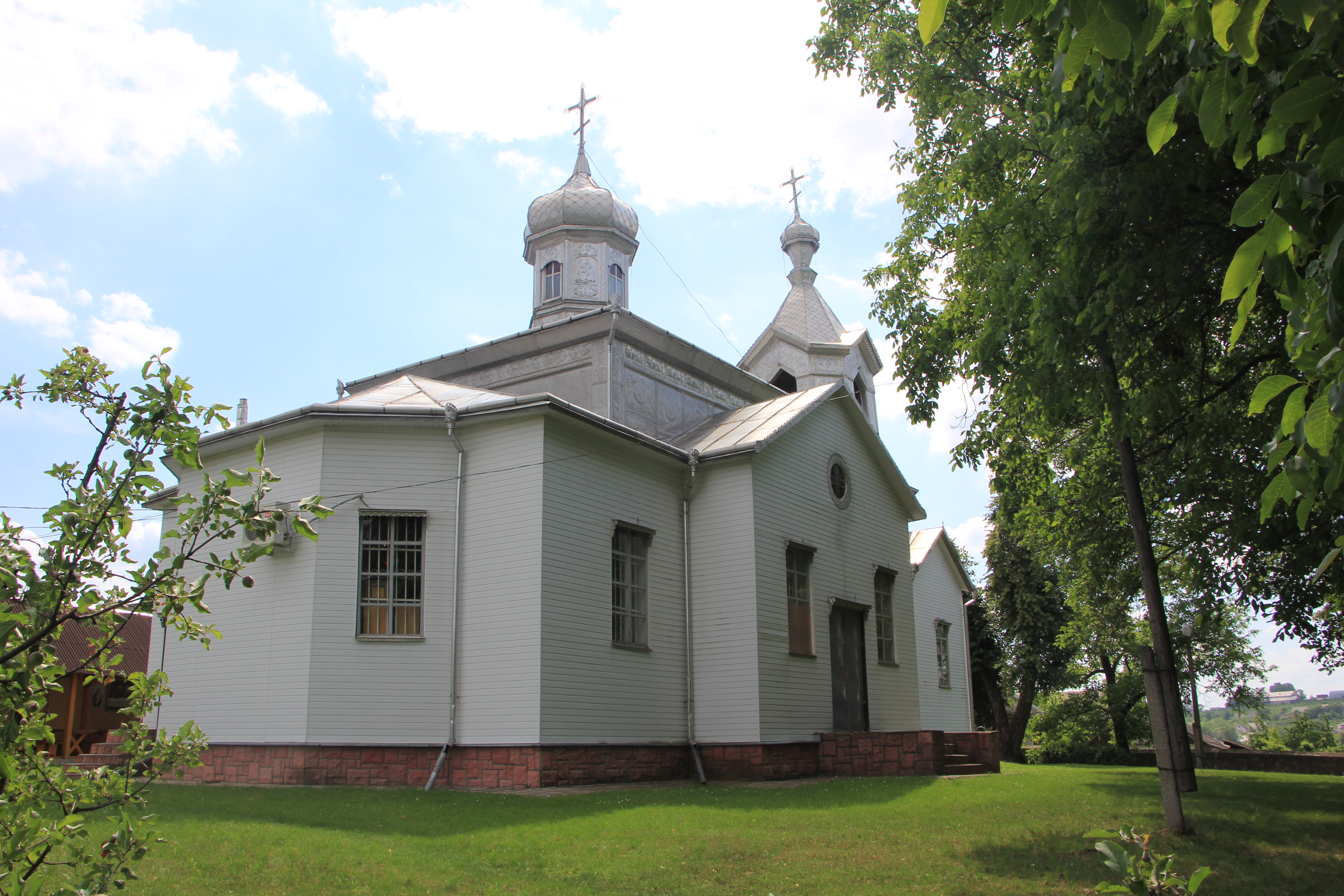
Церква Різдва Пр. Богородиці 1901 с. Шилівці
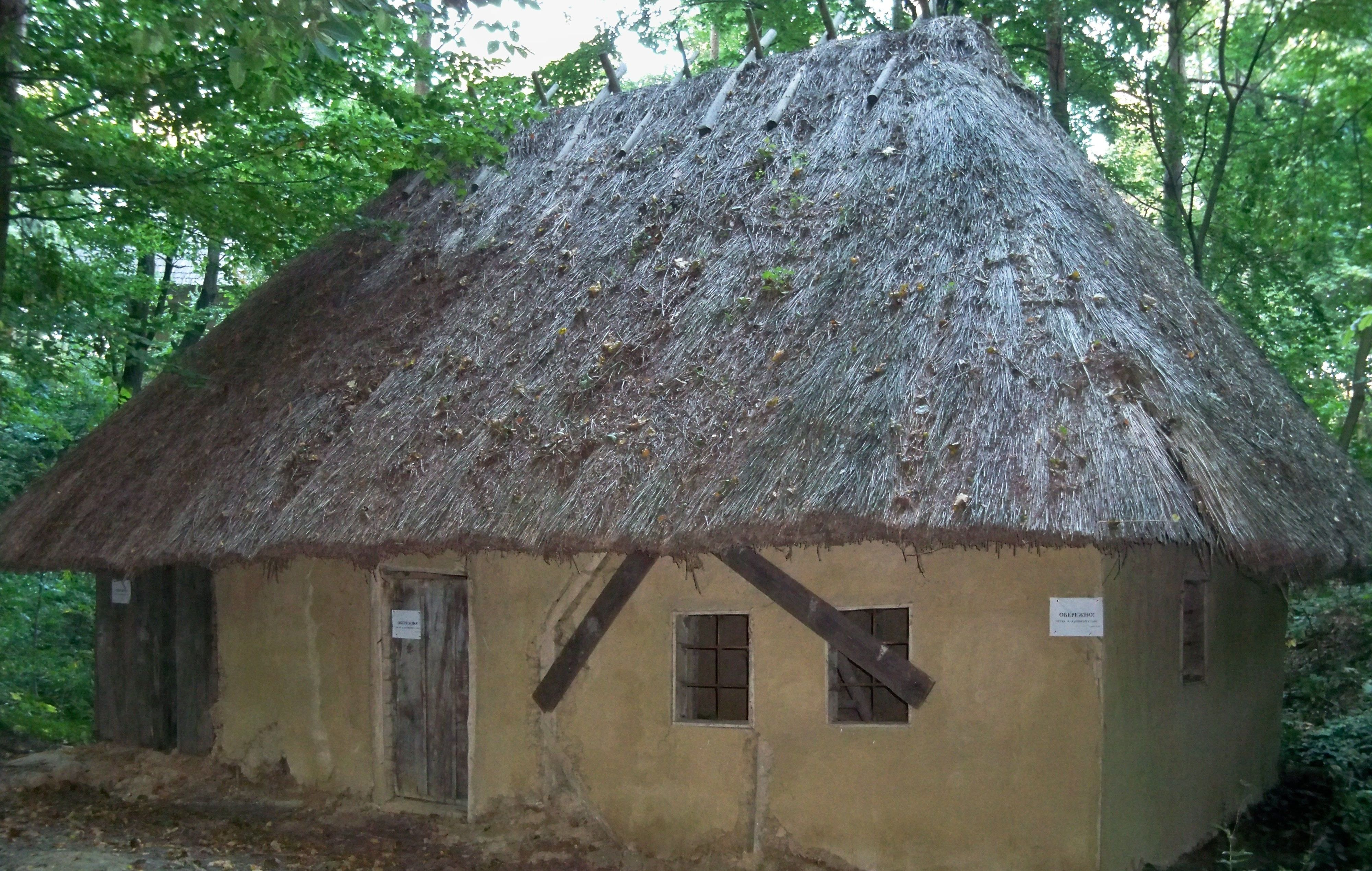
Хата з с. Шилівці
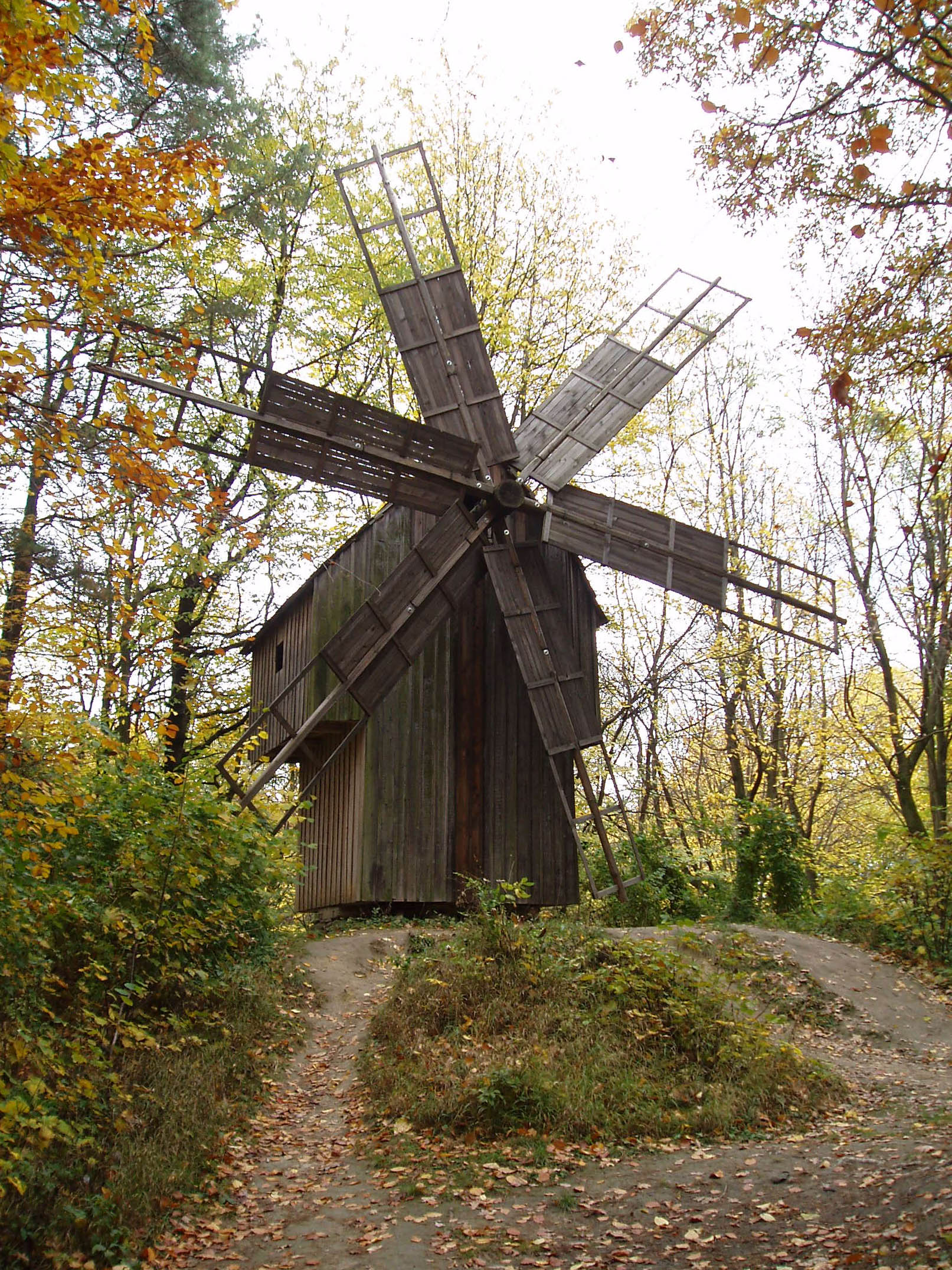
Вітряк, с. Шилівці